# Gerber Peak
Der Gerber Peak ist ein rund 500 m hoher Berg an der Danco-Küste des Grahamlands auf der Antarktischen Halbinsel. Er ragt 3 km südsüdwestlich des Rahir Point unmittelbar südlich der Thomson Cove am Ufer der Flandernbucht auf.
Teilnehmer der Belgica-Expedition (1897–1899) unter der Leitung des belgischen Polarforschers Adrien de Gerlache de Gomery kartierten ihn. Das UK Antarctic Place-Names Committee benannte ihn 1960 nach dem Schweizer Tiermediziner Friedrich Gerber (1797–1872), der 1839 als Erster die Möglichkeit der Illustration von Büchern durch Fotografien erkannte.